# Paul Rinkowski

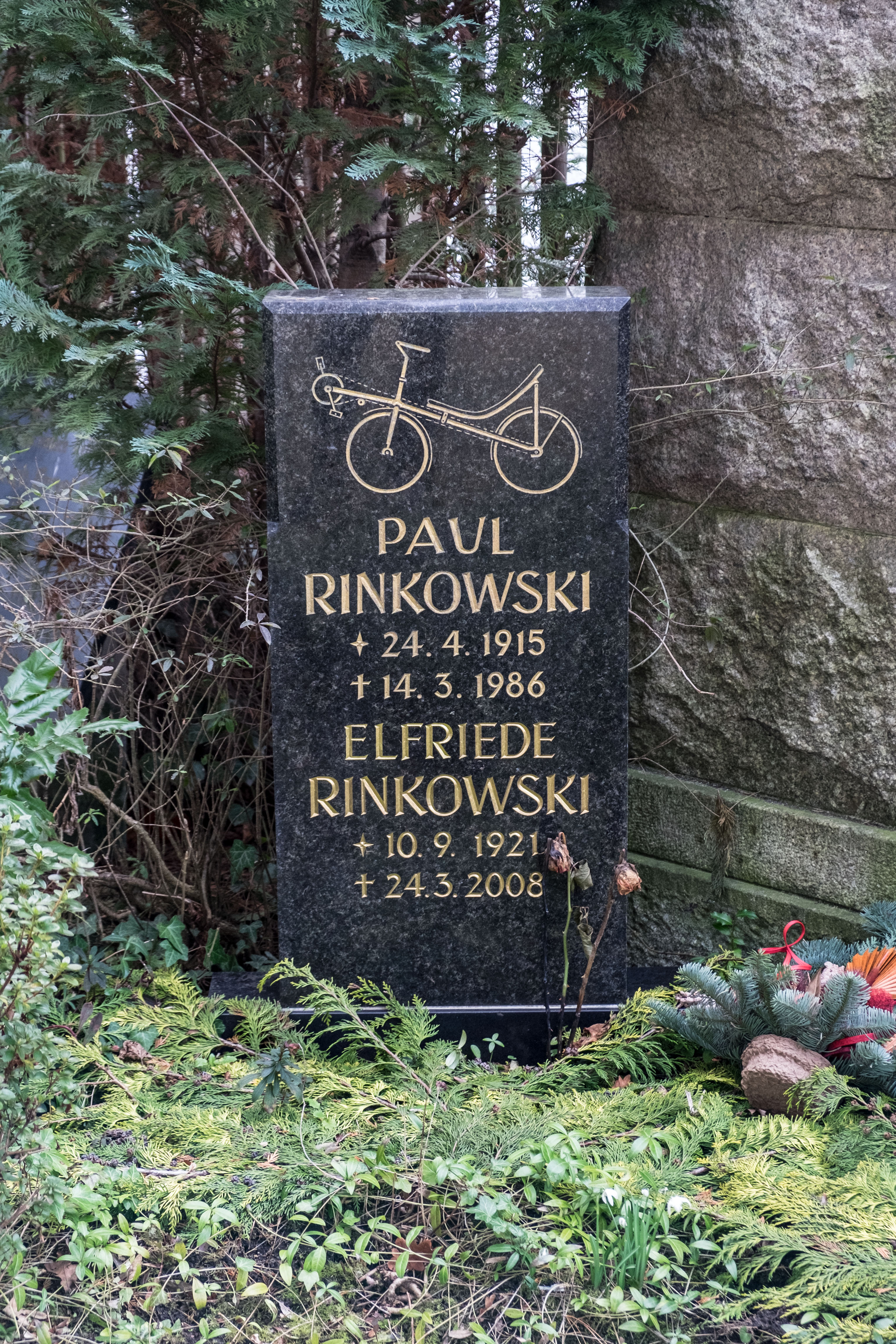
Grabstein auf dem Friedhof Stötteritz

Paul Rinkowski (* 24. April 1915; † 14. März 1986) war ein Liegerad-Pionier aus Leipzig.
Er entwickelte zwischen 1946 und 1985 zahlreiche Spezialfahrräder, besonders Liegeräder und Rennräder.
Die wichtigsten Etappen:
- 1946 – Tiefsitzrad mit Vollkörperantrieb
- 1950 – Liegerad in moderner Kurzbauform mit Vollkörperantrieb, ab 1952 nur Pedalantrieb
- 1956 – Bahnrennrad (Liegerad)
- um 1960 – voll ausgereifter Kurzlieger
- 1961 – Campingrad mit 14 Zoll-Rädern
- 1960er Jahre – Motorisierung der Liegeräder
- 1971 – erstes Vierrad für Kinder
- 1980 – zweite Bauserie Kurzliegerad
- 1984 – vierrädriges Liegerad
- zwischen 1970 und 1985 – zahlreiche, noch unerforschte Rennräder und Konzepte für Rekordmaschinen.

Neben den bereits viel publizierten Fahrradentwicklungen hat Rinkowski Maßgebliches in der Entwicklung von extrem leichtlaufenden Fahrradreifen geleistet. So baute er ab 1946 alle verwendeten Fahrradreifen selbst. Er setzte dafür die unterschiedlichsten Materialien ein und erreichte besonders mit den Radialreifen mit Stahlcord einen bis dahin unbekannt niedrigen Rollwiderstand. Rinkowski baute Messvorrichtungen selbst. Er war in den 1970er und 1980er Jahren Hersteller für Rennreifen der DDR-Radsportelite für Weltmeisterschaften, Olympischen Spielen usw. Er stellte 50 bis 60 Rennreifen jährlich in Handarbeit her.
Rinkowski war Inhaber mehrerer Patente, die er jedoch unter den Bedingungen der DDR-Planwirtschaft nicht ausnutzen konnte.
Der wesentliche Teil des Nachlasses wird von Tilman Wagenknecht, Erfurt, aufbewahrt. Zwei der Fahrräder befinden sich im Bestand des Verkehrsmuseums Dresden, eines im Bestand des Deutschen Technik Museums Berlin.